# Кинович, Павел Петрович
Павел Петрович Кинович (1809—1890) — генерал-лейтенант Русской императорской армии, начальник Константиновского военного училища.

## Биография

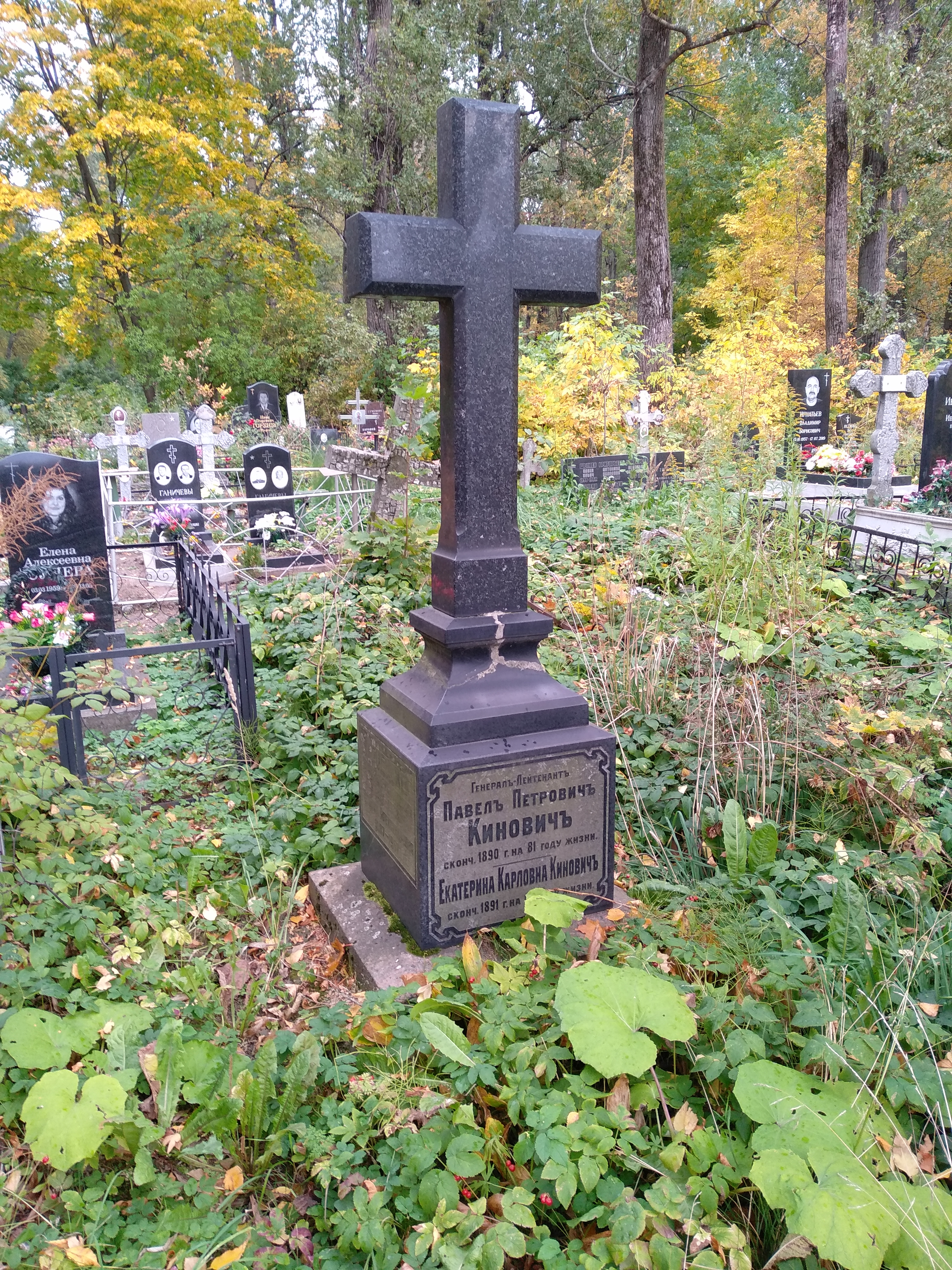
Могила П. П. Киновича на Ново-Волковском кладбище Санкт-Петербурга.

Родился в 1809 году в семье дворян Санкт-Петербургской губернии. В 1827 году окончил Первый кадетский корпус и начал службу прапорщиком в лейб-гвардии Финляндском полку.
Участвовал в подавлении Польского восстания 1830—1831 годов; в 1831 году получил орден Св. Анны 3-й степени с бантом и Знак отличия за военное достоинство 4-й степени; 15 февраля 1832 года был награждён орденом Св. Владимира 4-й степени с бантом.
С 4 августа 1843 года был командиром Кавказского стрелкового батальона, с которым в январе 1844 года направился в Грозный и принял участие в действиях русской армии на Кавказе. В январе 1846 года назначен командиром 6-го стрелкового батальона. В 1848 году за выслугу лет получил орден Св. Георгия 4-й степени и был произведен в полковники.
В 1853—1854 годах являлся командиром Севского пехотного полка, во главе которого участвовал в Крымской войне, в частности, в осаде Силистрии; в 1854 году был награждён золотой полусаблей и 28 августа того же года назначен исправляющим должность директора Полоцкого кадетского корпуса. 26 августа 1856 года произведён в генерал-майоры с утверждением в должности. В июне 1858 года получил назначение начальником Константиновского военного училища; с 30 августа 1864 года — генерал-лейтенант. С конца 1866 года состоял по армии, позднее числился в запасных войсках.
Умер в Санкт-Петербурге 12 (24) октября 1890 года. Был похоронен на Смоленском евангелическом кладбище (вместе с женой, Екатериной Карловной). В настоящий момент надгробный памятник Киновича находится на Ново-Волковском кладбище Санкт-Петербурга.